# Hermanni Vuorinen
Hermanni Vuorinen (Pori, 27 januari 1985) is een  Finse voormalige profvoetballer die als aanvaller speelde. Zijn laatste club was FC Honka, waar hij vanaf augustus 2012 tot het eind van zijn carrière in november van dat jaar uitkwam.

## Clubcarrière
Daarvoor kwam Vuorinen onder meer uit voor het Belgische Sporting Charleroi. Door veel blessureleed stopte hij reeds op 28-jarige leeftijd met profvoetbal. Zijn bijnaam luidde 'Heavy', vanwege zijn voorliefde voor heavy-metalmuziek.

## Interlandcarrière
Vuorinen kwam één keer uit voor de nationale ploeg van Finland. Onder leiding van bondscoach Stuart Baxter maakte hij zijn debuut op 18 januari 2010 in een oefeninterland tegen Zuid-Korea (2-0) in Málaga, net als Jani Lyyski (Djurgårdens), Joel Perovuo (Djurgårdens), Paulus Arajuuri (Kalmar FF), Timo Furuholm (FC Inter Turku), Juska Savolainen (FK Haugesund), Sebastian Sorsa (HJK Helsinki) en Mika Ojala (FC Inter Turku) voor Finland. Vuorinen moest in dat duel na 74 minuten plaatsmaken voor collega-debutant Furuholm.

## Clubstatistieken
| seizoen | club               | land      | competitie         | duels | goals |
| ------- | ------------------ | --------- | ------------------ | ----- | ----- |
| 2002/03 | FC Jazz Pori       | Finland   | Ykkönen            | 28    | 3     |
| 2003/04 | SV Werder Bremen   | Duitsland | Bundesliga         | 0     | 0     |
| 2004/05 | AC Allianssi       | Finland   | Veikkausliiga      | 27    | 1     |
| 2005/06 | FC Honka Espoo     | Finland   | Veikkausliiga      | 32    | 21    |
| 2006/07 | Fredrikstad FK     | Noorwegen | Adeccoligaen       | 8     | 1     |
| 2007/08 | → HJK Helsinki     | Finland   | Veikkausliiga      | 14    | 4     |
| 2008/09 | FC Honka Espoo     | Finland   | Veikkausliiga      | 24    | 9     |
| 2009/10 | FC Honka Espoo     | Finland   | Veikkausliiga      | 26    | 16    |
| 2010/11 | Sporting Charleroi | België    | Jupiler Pro League | 11    | 1     |
| 2010/11 | Sporting Charleroi | België    | Play-Off III       | 0     | 0     |
| 2011/12 | Sporting Charleroi | België    | Tweede Klasse      | 8     | 0     |
| 2012/13 | FC Honka Espoo     | Finland   | Veikkausliiga      | 5     | 0     |
| Totaal  | Totaal             | Totaal    | Totaal             | 183   | 56    |

## Erelijst
FC Honka Espoo
- Topscorer Veikkausliiga

2006 (16 goals), 2009 (16 goals)
 Fredrikstad FK
- Beker van Noorwegen

2006